# 天主教戴維教區
天主教戴維教區（拉丁語：Dioecesis Davidensis）是巴拿馬一個羅馬天主教教區，屬巴拿馬城總教區。
教區成立於1955年3月6日，位於奇里基省，2006年有教友351,000人，佔轄區總人口88.6%。教區下轄卅四個堂區，有八十三名司鐸。現任教區主教為若瑟·類思·拉昆薩·馬埃斯特羅胡安樞機。